# Liste des évêques et archevêques de Saragosse
Pour un article plus général, voir Archidiocèse de Saragosse.

## Évêques deSaragosse
- Saint Atanasio (39-59)
- Saint Theodor (v. 66)
- Epicteto (v. 105)
- Felix (v. 256)
- Valère (v. 277)
- Valère II (es)[1](290-315)
- Valère III (324)
- Clemente (326)
- Casto (343)
- Valero IV. (380)
- Vicente I. (516)
- Johannes I. (540-546)
- Simplicio (589-592)
- Maximus (592-619)
- Johannes II. (620-631)
- Saint Braule, Braulio ou Braulion (631-651)
- Tajón (Tago) (651-664)
- Valderedo (683-701)
- Senior (839-863)
- Heleca (864-902)
- Vacance de l'évêché
- Paterno (1040-1077)
- Julián (1077-1110)
- Vicente II. (1111)
- Pedro (1112)
- Bernardo I. (1113)
- Pedro de Librana (1116-1128)
- Esteban (1128-1130)
- García Guerra de Majones (1130-1137)
- Guillermo (1137)
- Bernardo II. (1138-1152)
- Pedro Tarroja (1152-1184)
- Ramón de Castellazuelo (1185-1199)
- Rodrigo de Rocabertí (1200)
- Ramón de Castrocol (1201- 1216)
- Sancho de Ahones (1216-1236)
- Bernardo de Monteagudo (1236-8. mars 1239)
- Vicente de Aragón (1240-1244)
- Rodrigo de Ahones (1244-2. février 1248)
- Arnaldo de Peralta (1248-1271)
- Sancho de Peralta (1271-1272)
- Pedro Garcés de Jaunas (1272-1280)
- Fortún de Bergua (1282-1289)
- Hugo de Mataplana (1289-1286)
- Jimeno de Luna (avant 1296-1317)
- Pedro López de Luna (1317-1345) (depuis 1318, premier archevêque)

## Archevêques deSaragosse
- Pedro López de Luna (1317-1345) (depuis 1318, premier archevêque)
- Pierre de La Jugie (1345-1347)
- Guillaume d'Aigrefeuille l'Ancien (1347-1350)
- Lope Fernández de Luna (1351-v. 1380)
- García Fernández de Heredia (1383-1411)
- Francisco Clemente Sapera (Pérez Capera) (1415-1419) (1re fois)
- Alfonso de Argüello (1419-1429)
- Francisco Clemente Sapera (Pérez Capera) (1429-1430) (2e fois)
- Dalmacio de Mur y de Cervelló (1431-1456)
- Jean d'Aragon Ier (es) (1458-1475)
- Ausias de Puggio (1474-1478)
- Alphonse d'Aragon (1478-1512)
- Juan de Aragón II. (1520-1530)
- Fadrique de Portugal Noreña, O.S.B. (1532-1539)
- Hernando de Aragón, O. Cist. (1539-1575)
- Bernardo de Fresneda, O.F.M. (1577-1577)
- Andrés Santos de Sampedro (1578-1585)
- Andrés Cabrera Bobadilla (1586-1592)
- Alfonso Gregorio (1593-1602)
- Tomás de Borja (1603-1610)
- Pedro Manrique, O.S.A. (1611-1615)
- Pedro González de Mendoza, O.F.M. (1616-1623) (aussi archevêque de Sigüenza)
- Juan Martínez de Peralta, O.S.H. (1624-1629)
- Martín Terrer Valenzuela, O.S.A. (1630-1631)
- Juan Guzmán, O.F.M. (1633-1634)
- Pedro Apaolaza Ramírez, O.S.B. (1635-1643)
- Juan Cebrián Pedro, O. de M. (1644-1662)
- Francisco Gamboa (1663-1674)
- Diego de Castrillo (1676-1686)
- Antonio Ibáñez de la Riva Herrera (1687-1710)
- Manuel Pérez Araciel y Rada (1714-1726)
- Tomás Crespo Agüero (1727-1742)
- Francisco Ignacio Añoa Busto (1742-1764)
- Luis García Mañero (1764-1767)
- Juan Sáenz de Bururaga (1768-1777)
- Bernardo Velarde Velarde (1779-1782)
- Agustín Lezo Palomeque (1783-1796)
- Joaquín Company Soler, O.F.M. (1797-1800) (aussi archevêque de Valence)
- Ramón José Arce (1801-1816) (aussi patriarche de l'Inde de l'Ouest)
- Manuel Vicente Martínez Jiménez (1816-1823)
- Bernardo Francés Caballero (1824-1843)
- Manuel María Gómez de las Rivas (1847-1858)
- Manuel Garcia Gil, O.P. (1858-1881)
- Francisco de Paula Benavides y Navarrete, O.S. (1881-1895)
- Vicente Alda y Sancho (1895-1901)
- Antonio María Cascajares y Azara (1901-1901)
- Juan Soldevilla y Romero (1901-1923)
- Rigoberto Domenech y Valls (1924-1955)
- Casimiro Morcillo González (1955-1964) (aussi archevêque de Madrid)
- Pedro Cantero Cuadrado (1964-1977)
- Elías Yanes Alvarez (1977-2005)
- Manuel Ureña Pastor (2005-2014)
- Vicente Jiménez Zamora (2014-2020)
- Carlos Escribano (es)(depuis 2020)

## Source
- Charles-Louis Richard, Dictionnaire universel, dogmatique, canonique, historique, géographique et chronologique des sciences ecclésiastiques, t. 4, Paris, Jacques Rollin, 1761, 958 p. (lire en ligne), p. 937